# X.Org Server
X.Org Server (X.Org Foundation Open Source Public Implementation of X11) とは、X Window Systemの公式リファレンス実装である。オープンソースであり、かつ自由ソフトウェアである。
プロジェクト運営組織はX.Org Foundationであり、freedesktop.orgの援助を受けている。

## 歴史
X.Org Foundationは、Xの標準仕様を監督し公式リファレンス実装を行った開発者と、XFree86の開発者が合流した集団である。
X11R6.7.0（X.Org Serverの最初のバージョン）は、XFree86 4.4 RC2 からの分岐であった。分岐の直接の理由は、XFree86 4.4 最終リリース版における新しいライセンス条件に関する見解の不一致であるが、関係者の見解の相違は分岐以前に明らかだった。分岐が行われたとき、共通のコードベースであるX11R6.6に対して修正が行われた。かつて XFree86 の開発を行っていた多くの開発者がX.Org Serverプロジェクトに参加した。
X11R6.9.0/X11R7.0.0のリリースでは第一に、GNU Autotoolsに基づいたモジュール化されたビルドシステムを追加した。6.9.0までは古いimakeビルドシステムを使っていたのに対して、7.0.0 では同じコードベースにautotoolsを使っている。モジュール化に伴い、X11バイナリのインストールパスは/usr/X11R6から/usrに変更されている。

## 採用例
X.Org Serverは、LinuxディストリビューションやBSD系やSolaris（かつてはSPARC系では独自のXsunを使用していた）など、Unix系オペレーティングシステムのほぼ全てで採用されている。また、X.Org Serverは、Microsoft Windows向けではCygwin併用でCygwin/X (XWin) として、macOS向けはXQuartzとして公開されている。その他、Xmingなどオープンソースやプロプライエタリなどで派生したものが多数ある。

## リリース履歴
2012年までの分はX Window System リリース履歴を参照。